# Domingo Pérez de Granada
Domingo Pérez de Granada ist eine Gemeinde in der Provinz Granada im Südosten Spaniens mit 824 Einwohnern (Stand: 2024). Die Gemeinde liegt in der Comarca Los Montes.

## Geografie
In der Nähe liegen die Dörfer Dehesas Viejas, Campotéjar, Montejícar, Guadahortuna, Píñar und Iznalloz.

## Geschichte
Domingo Pérez de Granada ist eine Gemeinde, seit der Regierungsrat der Junta de Andalucía am 17. März 2015 die Abspaltung von Iznalloz genehmigt hat.